# Майкл Сарноскі
Майкл Сарноскі (англ. Michael Sarnoski) — американський режисер та сценарист, найбільш відомий за фільмами «Свиня» (2021) та «Тихе місце: День перший» (2024).

## Раннє життя
Сарноскі виріс у Мілуокі, штат Вісконсін, і навчався в Університетській школі Мілуокі. Після закінчення школи в 2006 році він вступив до Єльського університету, де здобув спеціальність в галузі мистецтва та кіно.

## Кар'єра
Під час навчання в Єльському університеті Сарноскі став співсценаристом і режисером короткометражного фільму «Любов до мертвих», дія якого відбувається під час зомбі-апокаліпсису. Сарноскі познайомився з Ванессою Блок під час створення фільму, і згодом вони співпрацювали над короткометражним документальним фільмом 2015 року «Свідчення», який написала, спродюсувала і зняла Блок, а Сарноскі виступив монтажером і виконавчим продюсером. Сарноскі також став режисером епізодів телесеріалів «Олімпія» та «Спадок нічної боротьби».
Сарноскі написав і зняв фільм «Свиня» за мотивами історії, написаної ним і Ванессою Блок, а компанія Neon випустила стрічку в кінотеатрах Сполучених Штатів 16 липня 2021 року. За свій дебютний фільм Сарноскі отримав численні нагороди та номінації. The Hollywood Reporter писав, що «Свиня» "підірвала підйом фільмів про помсту, який спостерігався протягом останнього десятиліття, закінчившись скоріше співчутливим жестом і емоційним зверненням, ніж вибухом", а Creative Screenwriting повідомив, що фільм "поставив Сарноскі на карту як унікальний творчий голос".
У квітні 2022 року New Regency найняли Сарноскі для написання сценарію та режисури екранізації графічного роману «Сабріна» 2018 року.
Джон Красінскі, який зняв «Тихе місце» та «Тихе місце 2», звернувся до Сарноскі з пропозицією поставити «Тихе місце: День перший» після того як режисер Джефф Ніколс залишив роботу через творчі розбіжності з Красінскі. Сарноскі написав сценарій на основі оповідання, написаного ним і Красінським, і виступив режисером. Paramount Pictures випустила «Тихе місце: День перший» у кінотеатрах по всьому світу наприкінці червня 2024 року.
Також у 2024 році Сарноскі розпочав роботу над фільмом «Смерть Робін Гуда», зйомки якого розпочалися у лютому 2025 року.
На початку 2025 року, під час пост-продакшну фільму «Смерть Робін Гуда», Сарноскі підписав контракт на написання сценарію та режисуру повнометражної екранізації відеогри Death Stranding.

## Фільмографія
| Рік  | Назва                   | Режисер | Сценарист | Додатово                                 |
| ---- | ----------------------- | ------- | --------- | ---------------------------------------- |
| 2015 | Свідчення               | Ні      | Ні        | монтажер; виконавчий продюсер            |
| 2021 | Свиня                   | Так     | Так       | історія написана спільно з Ванессою Блок |
| 2024 | Тихе місце: День перший | Так     | Так       |                                          |
| 2026 | Смерть Робін Гуда       | Так     | Так       |                                          |
| Н/Д  | Death Stranding         | Так     | Так       |                                          |

## Нагороди і номінації
| Нагорода                                   | Дата церемонії  | Категорія                       | Робота | Результат | Пос.                 |
| ------------------------------------------ | --------------- | ------------------------------- | ------ | --------- | -------------------- |
| Національна рада кінокритиків США          | 2 грудня, 2021  | Найкращий режисерський дебют    | Свиня  | Перемога  | [ 15 ] [ 16 ]        |
| Асоціація кінокритиків Чикаго              | 15 грудня, 2021 | Найкращий оригінальний сценарій | Свиня  | Номінація | [ 17 ]               |
| Асоціація кінокритиків Чикаго              | 15 грудня, 2021 | Прорив у кінематографі          | Свиня  | Перемога  | [ 17 ]               |
| Асоціація кінокритиків Сент-Луїса          | 19 грудня, 2021 | Найкращий оригінальний сценарій | Свиня  | Номінація | [ 18 ]               |
| Товариство кінокритиків Флориди            | 22 грудня, 2021 | Найкращий дебютний фільм        | Свиня  | Перемога  | [ 19 ]               |
| Асоціація кінокритиків Західного Нью-Йорка | 1 січня, 2022   | Найкращий фільм                 | Свиня  | Перемога  | [ 20 ]               |
| Асоціація кінокритиків Західного Нью-Йорка | 1 січня, 2022   | Найкращий режисер               | Свиня  | Номінація | [ 20 ]               |
| Асоціація кінокритиків Західного Нью-Йорка | 1 січня, 2022   | Проривний режисер               | Свиня  | Перемога  | [ 20 ]               |
| Товариство кінокритиків Сан-Дієго          | 10 січня, 2022  | Найкращий оригінальний сценарій | Свиня  | Номінація | [ 21 ]               |
| Асоціація кінокритиків Остіна              | 11 січня, 2022  | Топ-10 фільмів                  | Свиня  | Перемога  | [ 22 ]               |
| Асоціація кінокритиків Остіна              | 11 січня, 2022  | Найкращий фільм                 | Свиня  | Номінація | [ 22 ]               |
| Асоціація кінокритиків Остіна              | 11 січня, 2022  | Найкращий оригінальний сценарій | Свиня  | Перемога  | [ 22 ]               |
| Асоціація кінокритиків Остіна              | 11 січня, 2022  | Найкращий перший фільм          | Свиня  | Перемога  | [ 22 ]               |
| Товариство кінокритиків Сієтла             | 17 січня, 2022  | Найкращий фільм                 | Свиня  | Номінація | [ 23 ]               |
| Товариство кінокритиків Сієтла             | 17 січня, 2022  | Найкращий сценарій              | Свиня  | Номінація | [ 23 ]               |
| Товариство онлайн-кінокритиків             | 24 січня, 2022  | Найкращий фільм                 | Свиня  | Номінація | [ 24 ]               |
| Товариство онлайн-кінокритиків             | 24 січня, 2022  | Найкращий дебютний фільм        | Свиня  | Номінація | [ 24 ]               |
| Товариство онлайн-кінокритиків             | 24 січня, 2022  | Найкращий оригінальний сценарій | Свиня  | Перемога  | [ 24 ]               |
| Незалежний дух                             | 6 березня, 2022 | Найкращий дебютний сценарій     | Свиня  | Перемога  | [ 25 ] [ 26 ] [ 27 ] |
| Сатурн                                     | 25 жовтня, 2022 | Найкращий трилер                | Свиня  | Номінація | [ 28 ]               |